# Chris Bell (Musiker)

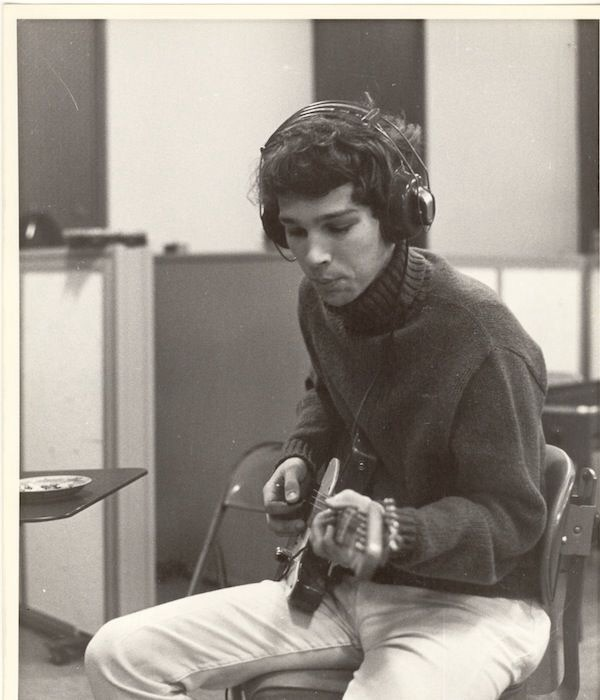
Chris Bell

Christopher Branford „Chris“ Bell, kurz Chris Bell (* 12. Januar 1951 in Memphis, Tennessee; † 27. Dezember 1978 ebenda), war ein US-amerikanischer Sänger, Songwriter und Gitarrist der Power-Pop-Band Big Star.
Das Leben von Chris Bell, von Allmusic als einer der großen Helden der amerikanischen Pop-Music mit nachhaltiger Wirkung gepriesen, wurde 2013 in der Dokumentation Big Star: Nothing Can Hurt Me nachgezeichnet. 2018 veröffentlichte der Journalist Rich Tupica das Buch There Was a Light: The Cosmic History of Chris Bell and the Rise of Big Star.
Da Bell im Alter von 27 Jahren tödlich verunglückte, wird seine Zugehörigkeit zum Klub 27 diskutiert.